# Тамміярв
Та́мміярв (ест. Tammijärv) — природне озеро в Естонії, у волості Ляене-Сааре повіту Сааремаа.

## Розташування
Тамміярв належить до Західно-острівного суббасейну Західноестонського басейну.
Озеро лежить поблизу східної околиці села Аустла.

## Опис
Загальна площа озера становить 1,6 га. Довжина берегової лінії — 798 м.